# Douglaska pod obeliskem dvou císařů
Douglaska pod obeliskem dvou císařů je památný strom douglaska tisolistá (Pseudotsuga menziesii), rostoucí severozápadně od zámku Kynžvart, pod okrajem golfového hřiště. Roste na katastrálním území Lázně Kynžvart, v okrese Cheb v Karlovarském kraji.
Strom se nachází ve Slavkovském lese, v CHKO Slavkovský les v nadmořské výšce 580 m.
Roste v zámeckém parku v údolíčku východně od Františkova monumentu. Monument byl odhalen císařským párem Ferdinandem I. a Marií Annou Savojskou, pro to o monumentu rovněž hovoří jako o obelisku dvou císařů.

## Základní údaje
Obvod kmene měří 488 cm, koruna stromu dosahuje výšky 52 metrů (měření 2025).
Douglaska je chráněna od 6. března 2025 jako strom významný svými rozměry.

## Stromy v okolí
- Lípa u zámeckého pivovaru
- Dub u zámeckého statku
- Kynžvartský smrk
- Lípa za kynžvartským kostelem